# رقصندگان کر

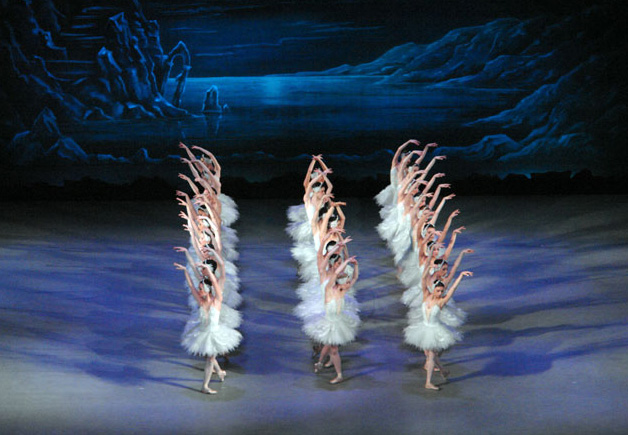
رقصندگان کر در باله دریاچه قو

در رقص باله واژه رقصندگان کُر یا گروه رقصندگان معادل corps de ballet (در زبان فرانسه به معنی پیکر باله) می‌باشد و به اعضای گروهی از رقصندگان این هنر گفته می‌شود که به صورت انفرادی نقشی را ایفاء نمی‌کنند.
رقصندگان کر بخش ثابتی از یک سازمان باله هستند و معمولاً در حاشیه تک‌رقصندگان نمایش باله یا به صورت گروهی می‌رقصند.
رقصندگان کر به صورت واحد، با حرکات همگام شده و در وضعیت مکانی و جهت‌یابی دقیق و از قبل پیش‌بینی شده به اجرای حرکات می‌پردازند.